# Lättdykning

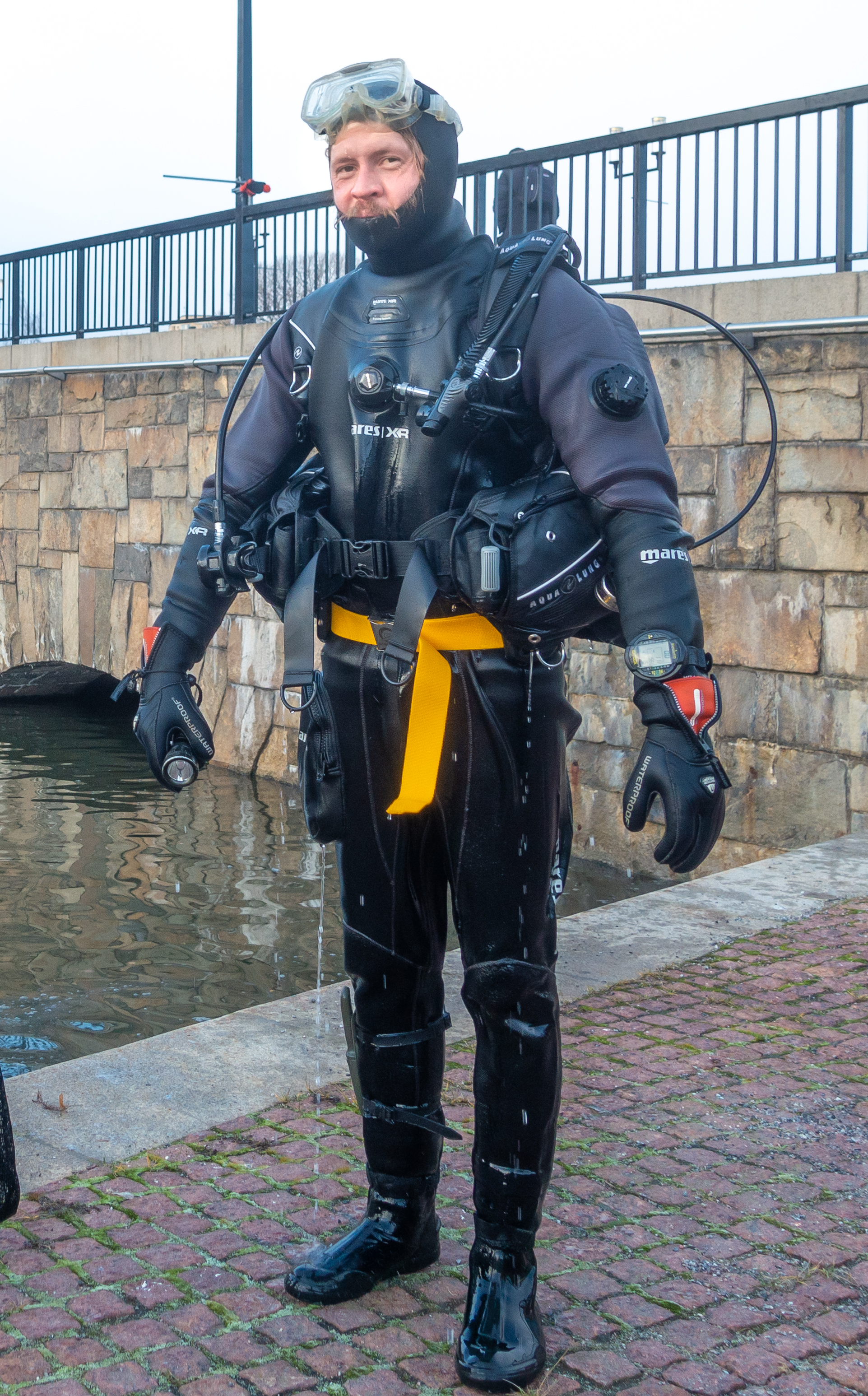
Lättdykare från Projekt H2O - Hands2Ocean (f.d. Rena Mälaren) som rensar Stockholms vattendrag från nerskräpning.

Lättdykning eller lätt dykning är dykning där dykaren simmar fritt med egen lufttillförsel istället för att gå på botten med lufttillförsel via slang från ytan, det senare kallat tungdykning. För detta används så kallad lätt dykarutrustning, bestående av dykapparat med luftförråd på ryggen med kopplad andningsmask för munnen, cyklop (alternativt dykarmask: kombination av cyklop och andningsmask), simfenor, samt ofta även åtsittande dykardräkt (groddräkt), såsom våtdräkt eller torrdräkt.
Vanligt sportdykning är exempel på lättdykning.

## Etymologi och begrepp
Av simfenorna och dykardräkten kallas lättdykare populärt för grodmän (engelska: frog men). Lätt dykning kallas också scubadykning efter engelska: scuba diving, där scuba står för self-contained underwater-breathing-apparatus, ungefär "självförsörjande undervattensandningsapparat".

## Dykningsformer
De olika former för dykning med andningsutrustning är:
- lätt dykning i djupområdet 0–40 meter
- ytorienterad dykning i djupområdet 0–50 meter
- djupdykning eller klockdykning i djupområdet 50–ca 300 meter